# 车古乡
车古乡，是中华人民共和国云南省红河哈尼族彝族自治州红河县下辖的一个乡镇级行政单位。

## 行政区划
车古乡下辖以下地区：
车古村、哈垤村、腊娘垤村、阿期村、利博村和么当村。